# Most nové nádraží
Most nové nádraží je seřaďovací nádraží, které leží na trati Most – Moldava v Krušných horách a odbočuje z něho spojovací trať do Třebušic, ležících na trati Ústí nad Labem – Chomutov. Sestavu a rozřaďování vlaků zajišťují celkem tři posunovací lokomotivy ve směně (stav k r. 2008). Do stanice je rovněž napojeno několik vleček, z nichž nejvýznamnější je vlečka Unipetrol RPA.
Ve stanici je celkem 33 relačních kolejí s maximální délkou 849 metrů, denní seřaďovací výkonnost je 1374 vozů.

## Seznam vleček
| vlečka                         | vlastník                         | provozovatel      | napojena do |
| ------------------------------ | -------------------------------- | ----------------- | ----------- |
| UNIPETROL RPA, s.r.o. Litvínov | UNIPETROL RPA                    | Unipetrol Doprava | stanice     |
| PTM Most                       | Podkrušnohorské technické muzeum | Raeder & Falge    | stanice     |
| EIQ Růžodol                    | EIQ Czech                        | Raeder & Falge    | vlečky PTM  |
| OKV Most                       | ČD Cargo                         | ČD Cargo          | stanice     |